# 10.5cmルフトミーネンヴェルファーM15
10.5 cmルフトミーネンヴェルファーM15(10.5 cm Luftminenwerfer M 15)とは第一次世界大戦でオーストリア＝ハンガリー帝国が使用した迫撃砲である。ルフト(Luft)とは空気のことで、火薬を使わずに圧縮空気の力で砲弾を飛ばす砲である。
圧縮空気の詰まったボンベを使い、一度に15発を発射することが出来た。
最大の利点は音と煙と光がほとんどないため、火薬式の迫撃砲のように発砲したことがわからないことにあった。
ドイツのEhrhardt & Sehmer社によって開発され、1915年7月31日に25門の砲と250本の圧縮空気ボンベと10,000発の砲弾が発注された。性能が不十分で1916年3月には改良型である12cmルフトミーネンヴェルファーM16が開発された。
1916年2月にロシア戦線に10隊の迫撃砲小隊が配備されていた。